# Lars Pettersson (konsthistoriker)
Lars (Lasse) Karl Johan Pettersson, född 12 augusti 1918 i Ruovesi, död 4 april 1993 i Helsingfors, var en finländsk konsthistoriker, verksam som professor i ämnet vid Helsingfors universitet.

## Biografi
Petterson avlade filosofie doktorsexamen 1951 och tillträdde samma år tjänsten som professor i konsthistoria vid Helsingfors universitet, som han innehade fram till 1981. Hans forskningsintressen rörde huvudsakligen Finlands och Östkarelens träkyrkobyggnader, ett ämne som han utforskade i sin doktorsavhandling Die kirchliche Holzbaukunst auf Der Halbinsel Zaonež’e in Russisch-Karelien. Han publicerade en rad verk om kyrkoarkitektur och kyrkokonst. Mellan 1968 och 1973 var han ordförande i Finska fornminnesföreningen och mellan 1954 och 1987 redaktör för föreningens tidskrift.
År 1988 utnämndes han till teologie hedersdoktor.
Författaren Juhana Pettersson och konsthistorikern Susanna Pettersson är hans barnbarn.

## Publikationer i urval
- Die kirchliche Holzbaukunst auf Der Halbinsel Zaonez'e in Russisch-Karelien, 1950.
- Suomenlinna arkkitehtuurin muistomerkkinä, 1968.
- Hailuodon palanut kirkko ja sen maalaukset, 1971.
- Templum Saloense, 1987.
- Suomalainen puukirkko, 1989.